# Bocsárd (keresztnév)
A Bocsárd bizonytalan eredetű férfinév, talán összefügg a Bocsárd helységnévvel, amely a régi magyar bocsár szóból származik, aminek a jelentése: kádár, pohárnok. Más feltevés szerint a német Bukhard névből származik, ennek jelentése: védelem + erős, merész.

## Gyakorisága
Az 1990-es években szórványosan fordult elő, a 2000-es években nem szerepel a 100 leggyakoribb férfinév között.

## Névnapok
- június 25.[2]
- október 14.[2]